# Kevin Mahaney
Kevin P. Mahaney (* 31. März 1962 in Bangor) ist ein ehemaliger US-amerikanischer Segler.

## Erfolge
Kevin Mahaney nahm an den Olympischen Spielen 1992 in Barcelona mit seinen Crewmitgliedern James Brady und Douglas Kern als Skipper des US-amerikanischen Bootes der Soling-Klasse teil. Nach sechs Wettfahrten im Fleet Race qualifizierten sie sich mit 24,4 Punkten als Erste für die Endrunde, die im Match Race ausgetragen wurde. Mit vier Siegen und einer Niederlage zogen sie ins Halbfinale ein. Nach einem 2:0-Erfolg gegen das britische Boot folgte im Finale eine 0:2-Niederlage gegen die Dänen, womit diese Olympiasieger wurden und die US-Amerikaner die Silbermedaille erhielten. Im Vorfeld zu den Spielen hatte Mahaney gemeinsam mit Brady und Kern bereits zwei Medaillen bei Weltmeisterschaften gewonnen. 1990 wurden sie in Medemblik Vizeweltmeister, ein Jahr darauf sicherten sie sich in Rochester Bronze. 1990 und 1991 wurde Mahaney zudem nordamerikanischer Meister. 1995 nahm er an den Wettkämpfen um den America’s Cup teil.
Mahaney machte zunächst einen Abschluss am Middlebury College, ehe er an der University of Chicago einen MBA erwarb.